# World Masters (PDC)
| The Masters / Winmau World Masters | The Masters / Winmau World Masters              |
| ---------------------------------- | ----------------------------------------------- |
| Sportart                           | Darts                                           |
| Organisator                        | PDC                                             |
| Turnierart                         | Ranglistenturnier (bis 2024: Einladungsturnier) |
| Austragungsort                     | Marshall Arena, Milton Keynes                   |
| Austragungszeitraum                | Januar/Februar                                  |
| Rekordsieger                       | Michael van Gerwen (5×)                         |
| amtierender Sieger                 | Luke Humphries                                  |
| Letzte Austragung                  | World Masters 2025                              |
| Nächste Austragung                 | World Masters 2026                              |

Das Winmau World Masters, bis 2024 als Einladungsturnier The Masters ausgetragen, ist ein Ranglistenturnier im Dartsport. Das Turnier wird seit 2013 alljährlich von der Professional Darts Corporation (PDC) organisiert. Veranstaltungsort ist seit 2015 die Marshall Arena in Milton Keynes. 2025 wurde das Turnier in World Masters umbenannt und übernahm damit den Modus des zuvor von der BDO ausgetragenen gleichnamigen Turniers sowie ein erweitertes Teilnehmerfeld mit Vorrunde.

## Format
Bis 2020 nahmen die 16 bestplatzierten Spieler der PDC Order of Merit teil. Dabei galt eine Setzliste, wonach im Achtelfinale, der ersten Runde, der Erste der Order of Merit gegen den Sechzehnten, der Zweite gegen den Fünfzehnten, der Dritte gegen den Vierzehnten usw., spielte.
Das Turnier wurde bis 2024 im K.-o.-System im Spielmodus best of legs gespielt.
Jedes leg wird im 501-double-out-Modus gespielt. Das bedeutet, dass ein Spieler ein leg nur gewinnen kann, wenn er seine 501 Punkte mit einem Doppelfeld auf exakt 0 Punkte bringt.
2013 wurden die Achtelfinals im best of 11 legs-, die Viertelfinals im best of 15 legs- und die Halbfinals sowie das Endspiel im best of 19 legs-Modus ausgetragen. Seit 2014 werden das Achtel- und Viertelfinale im best of 19 legs sowie das Halbfinale und das Finale im best of 21 legs-Modus gespielt.
Das Turnier fand von 2015 bis 2024 an einem Wochenende Ende Januar bzw. Anfang Februar als zweites großes Turnier der Dart-Saison statt, wobei die Achtelfinalpartien am ersten, und die Viertel-, Halb- und Finalpartien am zweiten Turniertag ausgespielt werden.
2021 nahmen am Turnier erstmals die 24 bestplatzierten Spielern der Order of Merit teil. Aus diesem Grund wurde das Turnier um eine zusätzliche Runde, in der die Spieler auf den Setzlistenplätzen 9 bis 24 um die Achtelfinalteilnahme spielen, erweitert. Die besten 8 Spieler der Order of Merit sind für das Achtelfinale direkt qualifiziert.
2025 wurde das Turnier in World Masters umbenannt, womit ein Bezug zum gleichnamigen Turnier der BDO bzw. WDF hergestellt wurde. Außerdem wurde das Teilnehmerfeld auf 150 Spieler in der Vorrunde bzw. 32 Spieler in der Hauptrunde erhöht und in ein Ranglistenturnier umgewandelt, dessen Ergebnisse mit in die PDC Order of Merit einfließen. Auch der Spielmodus änderte sich: Das Turnier wird im Modus best of sets gespielt. Ein Set gewinnt der Spieler, der als erster zwei Legs für sich entscheidet. Die Anzahl der zu gewinnenden Sets steigert sich im Turnierverlauf bis zum Modus best of 11 sets im Finale. Später erklärte die WDF, auch weiterhin ein Turnier gleichen Namens auszurichten.

## Preisgeld
Das Preisgeld stieg über die Jahre kontinuierlich an und wurde unter den Teilnehmern wie folgt verteilt:

## Finalergebnisse
| Jahr | Austragungsort                   | Teilnehmer | Sieger             | Ergebnis     | Finalist              | Sponsor   | Preisgeld | Preisgeld |
| Jahr | Austragungsort                   | Teilnehmer | Sieger             | Ergebnis     | Finalist              | Sponsor   | Gesamt    | Sieger    |
| ---- | -------------------------------- | ---------- | ------------------ | ------------ | --------------------- | --------- | --------- | --------- |
| 2013 | Royal Highland Centre, Edinburgh | 16         | Phil Taylor        | 10 : 1       | Adrian Lewis          | Coral     | £ 160.000 | £ 50.000  |
| 2014 | Royal Highland Centre, Edinburgh | 16         | James Wade         | 11 : 10      | Mervyn King           | Unibet    | £ 160.000 | £ 50.000  |
| 2015 | Marshall Arena, Milton Keynes    | 16         | Michael van Gerwen | 11 : 6       | Raymond van Barneveld | Unibet    | £ 200.000 | £ 60.000  |
| 2016 | Marshall Arena, Milton Keynes    | 16         | Michael van Gerwen | 11 : 6       | Dave Chisnall         | Unibet    | £ 200.000 | £ 60.000  |
| 2017 | Marshall Arena, Milton Keynes    | 16         | Michael van Gerwen | 11 : 7       | Gary Anderson         | Unibet    | £ 200.000 | £ 60.000  |
| 2018 | Marshall Arena, Milton Keynes    | 16         | Michael van Gerwen | 11 : 9       | Raymond van Barneveld | Unibet    | £ 200.000 | £ 60.000  |
| 2019 | Marshall Arena, Milton Keynes    | 16         | Michael van Gerwen | 11 : 5       | James Wade            | BetVictor | £ 200.000 | £ 60.000  |
| 2020 | Marshall Arena, Milton Keynes    | 16         | Peter Wright       | 11 : 10      | Michael Smith         | Ladbrokes | £ 200.000 | £ 60.000  |
| 2021 | Marshall Arena, Milton Keynes    | 24         | Jonny Clayton      | 11 : 8       | Mervyn King           | Ladbrokes | £ 220.000 | £ 60.000  |
| 2022 | Marshall Arena, Milton Keynes    | 24         | Joe Cullen         | 11 : 9       | Dave Chisnall         | Ladbrokes | £ 220.000 | £ 60.000  |
| 2023 | Marshall Arena, Milton Keynes    | 24         | Chris Dobey        | 11 : 7       | Rob Cross             | Cazoo     | £ 275.000 | £ 65.000  |
| 2024 | Marshall Arena, Milton Keynes    | 24         | Stephen Bunting    | 11 : 7       | Michael van Gerwen    | Cazoo     | £ 275.000 | £ 65.000  |
| 2025 | Marshall Arena, Milton Keynes    | 32         | Luke Humphries     | 6 : 5 (sets) | Jonny Clayton         | Winmau    | £ 500.000 | £ 100.000 |
| 2026 |                                  | 32         |                    |              |                       | Winmau    | £ 500.000 | £ 100.000 |

## Deutschsprachige Teilnehmer
- Stefan Bellmont
  - 2025: Gruppenphase
- Gabriel Clemens
  - 2022: 1. Runde (Niederlage gegen  Krzysztof Ratajski)
  - 2023: 1. Runde (Niederlage gegen  José Oliveira de Sousa)
  - 2024: 1. Runde (Niederlage gegen  Damon Heta)
  - 2025: 3. Vorrunde (Niederlage gegen  Florian Hempel)
- Maximilian Czerwinski
  - 2025: Gruppenphase
- Kai Gotthardt
  - 2025: Gruppenphase
- Dominik Grüllich
  - 2025: Gruppenphase
- Florian Hempel
  - 2025: 1. Runde (Niederlage gegen  Gerwyn Price)
- Ricardo Pietreczko
  - 2025: 1. Vorrunde (Niederlage gegen  Jeffrey de Graaf)
- Martin Schindler
  - 2024: 1. Runde (Niederlage gegen  Dave Chisnall)
  - 2025: 1. Runde (Niederlage gegen  Jonny Clayton)
- Niko Springer
  - 2025: Gruppenphase
- Mensur Suljović
  - 2017: Viertelfinale (Niederlage gegen  Michael van Gerwen)
  - 2018: Halbfinale (Niederlage gegen  Raymond van Barneveld)
  - 2019: Viertelfinale (Niederlage gegen  Michael van Gerwen)
  - 2020: 1. Runde (Niederlage gegen  Michael Smith)
  - 2021: Achtelfinale (Niederlage gegen  Nathan Aspinall)
  - 2025: 1. Vorrunde (Niederlage gegen  Florian Hempel)
- Leon Weber
  - 2025: Gruppenphase
- Lukas Wenig
  - 2025: Gruppenphase